# Елі Макгроу
Еліс Макгроу (англ. Ali MacGraw, нар. 1 квітня 1939) — американська акторка, модель та автобіографістка. Володарка премії «Золотий глобус», номінантка премії «Оскар».

## Біографія
Еліс Макгроу народилася в містечку Паунд-Ридж, штат Нью-Йорк. За її словами, її батько був «жорстоким». Дідусь з боку матері був євреєм, який іммігрував з Будапешта. Має брата.
Після випуску з коледжу Еліс почала працювати в 1960 році помічницею фотографа в журналі «Harper's Bazaar». Крім цього, працювала фотомоделлю для журналу «Vogue», а також дизайнеркою інтер'єру. Знялася в кількох рекламних роликах для компанії Polaroid.
Після ролі у фільмі «Прощай, Колумб» (1969) Елі Макгроу була помічена кінокритикою. Славу здобула в 1970 році роботою в стрічці «Історія кохання», в якому втілила смертельно хвору біднячку, що одружується з багатієм. За цю роботу Макгроу отримала «Золотий глобус» і номінацію на «Оскар» за найкращу жіночу роль (нагороду отримала Гленда Джексон за роль у фільмі «Закохані жінки»).
У 1972 році зіграла у фільмі «Втеча» зі Стівом Макквіном, з яким пізніше одружилася. Інші значні роботи в кіно: «Конвой» (1978), «Гравці» (1979), «Краще скажи, що ти хочеш» (1980), а також ролі в міні-серіалі «Китайська троянда» і «Вітри війни» (1983). У 1985 році Макгроу знялася в серіалі «Династія» в ролі Леді Ешлі Мітчелл.
У 2006 році дебютувала на Бродвеї. У 2008 році включена журналлм «GQ» в список 25 найсексуальніших жінок в кіно за роль у фільмі «Втеча».

## Особисте життя
Елі Макгроу визнала, що в юності зробила аборт. З 1961 по 1962 рік була одружена з банкіром Робіном Хоеном. 24 жовтня 1969 одружилася з кінопродюсером Робертом Евансом. 16 січня 1971 народила сина Джоша. Після розлучення підтримувала з ним хороші стосунки і кілька разів з'являлася разом на публіці. 31 серпня 1973 побралася з актором Стівом Макквіном, з яким розлучилася в 1978 році. Має два будинки: в Санта-Фе і Лос-Анджелесі.

## Фільмографія
- Прекрасний спосіб померти (1968)
- Прощай, Колумб (1969)
- Історія кохання (1970)
- Втеча (1972)
- Конвой (1978)
- Гравці (1979)
- Краще скажи, що ти хочеш (1980)
- Вітри війни мінісеріал (1983)
- Китайська троянда (1983)
- Династія телесеріал (1984-85)
- Murder Elite (1986)
- Survive the Savage Sea телефільм (1992)
- Природна смерть (1994)
- Загроза (1997)
- Get Bruce (1999)
- The Kid Stays in the Picture (2002)